# Henri-Emmanuel de Roquette
Henri-Emmanuel de Roquette (* 1655; † 4. März 1725 in Paris) war ein französischer römisch-katholischer Geistlicher, Kommendatarabt und Mitglied der Académie française.

## Leben und Werk
Henri-Emmanuel de Roquette, promovierter Theologe, war der Neffe von Gabriel de Roquette, 1666–1702 Bischof von Autun. Wegen seiner außerordentlichen Beredsamkeit wurde er Hofprediger und 1699 Kommendatarabt von Kloster Saint-Gildas-en-Rhuys. Er hatte literarische Interessen und zeigte sich im Salon der Madame Lambert. Die Académie française, die auf das Wohlwollen des Hofes angewiesen war, wählte ihn 1720 in ihre Mitte (Sitz Nr. 38). Er starb fünf Jahre später im (vermuteten) Alter von 70 Jahren. Außer Gelegenheitsreden liegen von ihm keine Schriften vor. Seine Grabrede auf den in Frankreich verstorbenen englischen König Jakob II. wurde ins Englische übersetzt und erschien 1703 und 1713 in London.

## Werke
- Oraison funèbre de très-haut, très-puissant, très-excellent et très-religieux Prince Jacques II Roy de la Grand’Bretagne, Paris 1702 (Digitalisat)
  - A Brief History Of The Life and Death Of The Most High, Most Mighty, Most Excellent, and Most Religious Prince, James the Second, Late K. of Great Britain. London 1713 (Digitalisat)